# Ronald Knox
Ronald Arbuthnott Knox (17. veljače 1888. – 24. kolovoza 1957.) bio je engleski katolički svećenik, teolog, prevoditelj, pisac i radijski voditelj.
Godine 1912. Knox je zaređen za svećenika Engleske crkve. Godine 1917. obratio se na katoličanstvo te postao katolički svećenik.

## Životopis

### Mladost i obrazovanje
Ronald Knox rođen je u anglikanskoj obitelji u Kibworthu u Engleskoj. Njegov otac bio je anglikanski biskup Edmund Arbuthnott Knox.
Ronald se školovao u školi „Eaton House” u Londonu i školi „Summer Fields” u Oxfordu. Zatim je upisao „Eton College”. U dobi od 17 godina, privatno se zavjetovao da će doživotno ostati u celibatu. Ronald je nastavio studije na koledžu „Balliol” u Oxfordu. Kasnije je izabran za suradnika „Trinity Collegea” u Oxfordu.

### Svećeništvo
Knox je 1912. zaređen za anglikanskog svećenika i imenovan kapelanom „Trinity Collegea”. Tijekom Prvog svjetskog rata služio je u vojnoj obavještajnoj službi britanskih oružanih snaga. Godine 1915. Cyril Alington, ravnatelj škole u Shrewsburyju, pozvao je Knoxa da se pridruži učiteljskom osoblju.
Godine 1917. Knox se obratio na katolicizam i dao ostavku na mjesto anglikanskog kapelana. Godine 1918. Knox je zaređen za katoličkog svećenika i 1919. pridružio se osoblju „St. Edmund's Collegea” u Wareu, Hertfordshire, ostajući ondje do 1926. godine.
Knox je kasnije izjavio kako je na njegovo obraćenje dijelom utjecao G. K. Chesterton, koji je u to vrijeme bio anglikanac visoke crkve, ali još nije bio katolik. Godine 1922. Chesterton je prešao na katoličanstvo i rekao da je Knox utjecao na njegovu odluku. Kad je G. K. Chesterton umro 1936., Knox je održao panegirik na njegovoj misi zadušnici u Westminsterskoj katedrali.
Dok je bio kapelan katoličkih studenata na Sveučilištu u Oxfordu (1926.–1939.) te nakon dobivanja naslova monsinjora (1936.), pisao je klasične detektivske priče. Godine 1929. Knox je kodificirao pravila za detektivske priče u obliku „deset zapovijedi”. Bio je jedan od osnivača „Detection Cluba” i napisao je nekoliko djela detektivske fikcije.
Godine 1936., pod vodstvom svojih vjerskih poglavara, Knox je počeo ponovno prevoditi latinsku Vulgatu (Biblija) na engleski koristeći hebrejske i grčke izvore.
Godine 1957. pretrpio je tešku bolest koja je ograničila sav njegov rad. Na poziv Harolda Macmillana, Knox je odsjeo na adresi britanskog premijera (10 Downing Street) tijekom savjetovanja s liječnikom specijalistom u Londonu. Liječnik je potvrdio da Knox ima terminalni rak. Umro je 24. kolovoza 1957., a njegovo tijelo je dopremljeno u Westminstersku katedralu. Biskup George L. Craven slavio je misu zadušnicu, a otac Martin D'Arcy propovijedao. Knox je pokopan u dvorištu crkve Svetog Andrije u Mellsu.

## Počasti
- Godine 1959. Evelyn Waugh objavio je djelo „The Life of Ronald Knox”, prvi Knoxov životopis.[1]
- Godine 1977. Knoxova nećakinja, Penelope Fitzgerald, objavila je složeni životopis, „The Knox Brothers”, o Knoxu i njegova tri brata.[1]

### Knjige
- Pearce, Joseph. 2014. Catholic Literary Giants: A Field Guide to the Catholic Literary Landscape (engleski). San Francisco: Ignatius Press. ISBN 9781586179441. Pristupljeno 12. lipnja 2023.

### Novinski članci
- On this day: Requiem for a Heavyweight. National Catholic Reporter (engleski). 27. lipnja 2011. Pristupljeno 12. lipnja 2023.

### Mrežna sjedišta
- Ronald A. Knox. authorscalendar.info (engleski). Pristupljeno 12. lipnja 2023.